# GJB2
GJB2 é uma proteína de junção comunicante beta-2 (em inglês: gap junction beta-2 protein) é um gene humano que codifica a proteína de junção comunicante beta-2, mais conhecida como conexina-26.

## Função
A GJB2 faz parte da família de genes que codificam as conexinas, proteínas integrais de membrana que formam canais de comunicação (junções comunicantes) entre células adjacentes. As conexinas são nomeadas de acordo com sua massa molecular e classificadas em subfamílias alfa ou beta com base na similaridade de sequência. Por exemplo, a conexina-43 (codificada por GJA1) é designada proteína de junção comunicante alfa-1, enquanto GJB1 (conexina-32) e GJB2 (conexina-26) são chamadas de proteína beta-1 e beta-2, respectivamente, refletindo o maior grau de homologia entre si do que com GJA1.
A proteína conexina-26, codificada pelo GJB2, desempenha um papel crucial na formação das junções comunicantes (gap junctions), sendo canais que permitem a troca de íons, nutrientes e moléculas sinalizadoras entre células vizinhas. O gene GJB2 é amplamente expresso em diversos tecidos do corpo, com funções particularmente importantes na orelha interna e na pele. Na cóclea, acredita-se que a conexina-26 seja essencial para manter níveis adequados de íons potássio e para a maturação de grupos de células cocleares, ambos processos críticos para converter ondas sonoras em impulsos nervosos elétricos. Na pele, a conexina-26 contribui para o crescimento, a maturação e a estabilidade da epiderme.

## Importância clínica
Mutações neste gene estão associadas à forma mais comum de perda auditiva sensorioneural congênita não-sindrômica, denominada DFNB1 (também conhecida como perda auditiva por conexina-26 ou perda auditiva relacionada ao GJB2). Uma mutação relativamente frequente é a deleção de uma única guanina em uma sequência de seis guaninas repetidas (conhecida como 35delG), o que provoca uma mudança de moldura de leitura (frameshift) e a interrupção prematura da síntese da proteína na posição do aminoácido 13. A presença homozigótica (duas cópias) dessa mutação resulta em perda auditiva profunda no indivíduo afetado.
A conexina-26 também pode atuar como um supressor tumoral, participando da regulação do ciclo celular. A expressão anormal da Cx26, observada em diversos tipos de câncer humano, é correlacionada a prognósticos em tumores como o câncer colorretal, o câncer de mama e o câncer de bexiga. Além disso, evidências sugerem que a superexpressão de Cx26 pode favorecer a progressão tumoral ao facilitar a migração e invasão de células cancerosas e ao estimular a capacidade de autorrenovação de células-tronco cancerígenas.